# Spalarnia odpadów

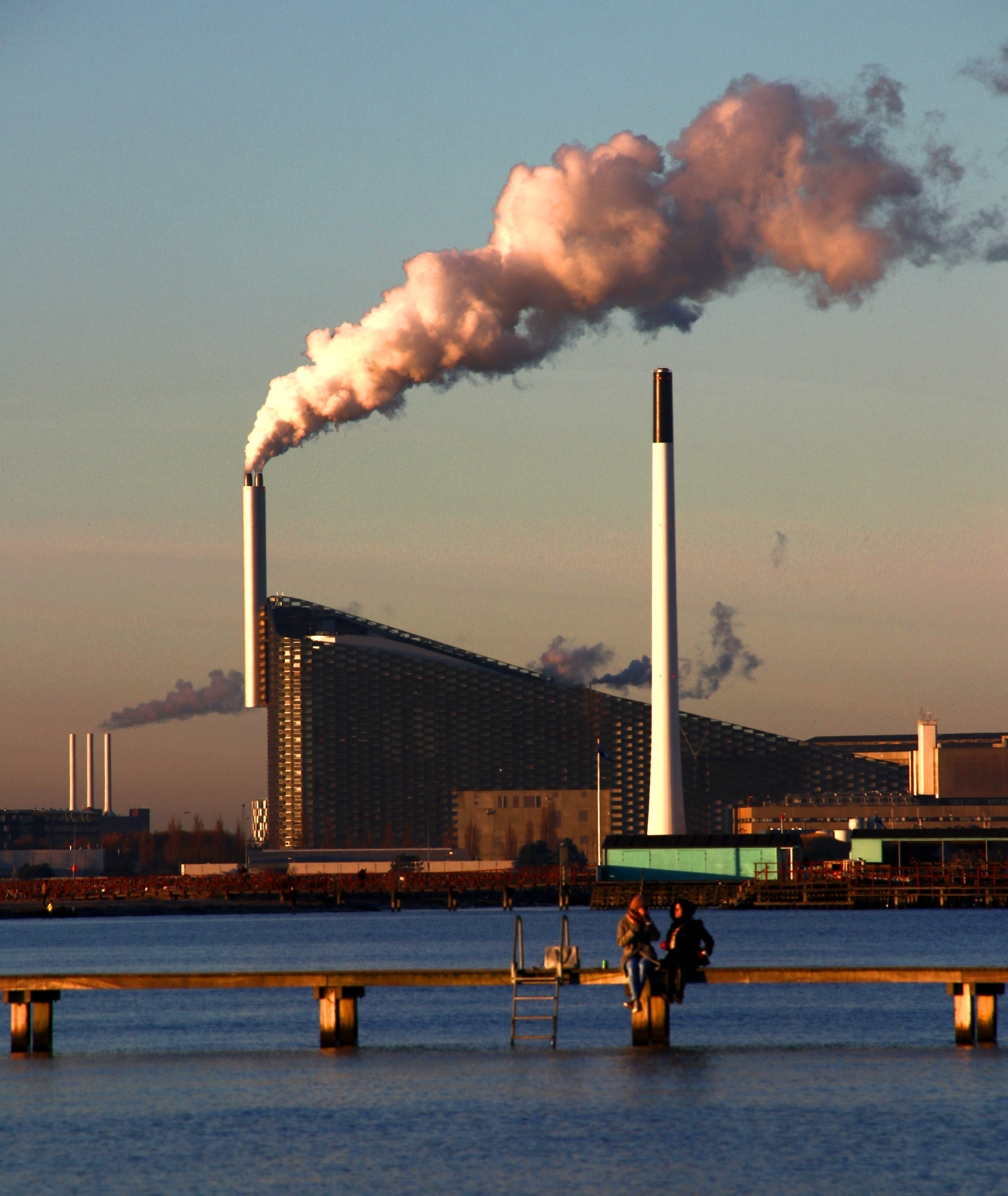
Spalarnia odpadów Amager Bakke w Kopenhadze

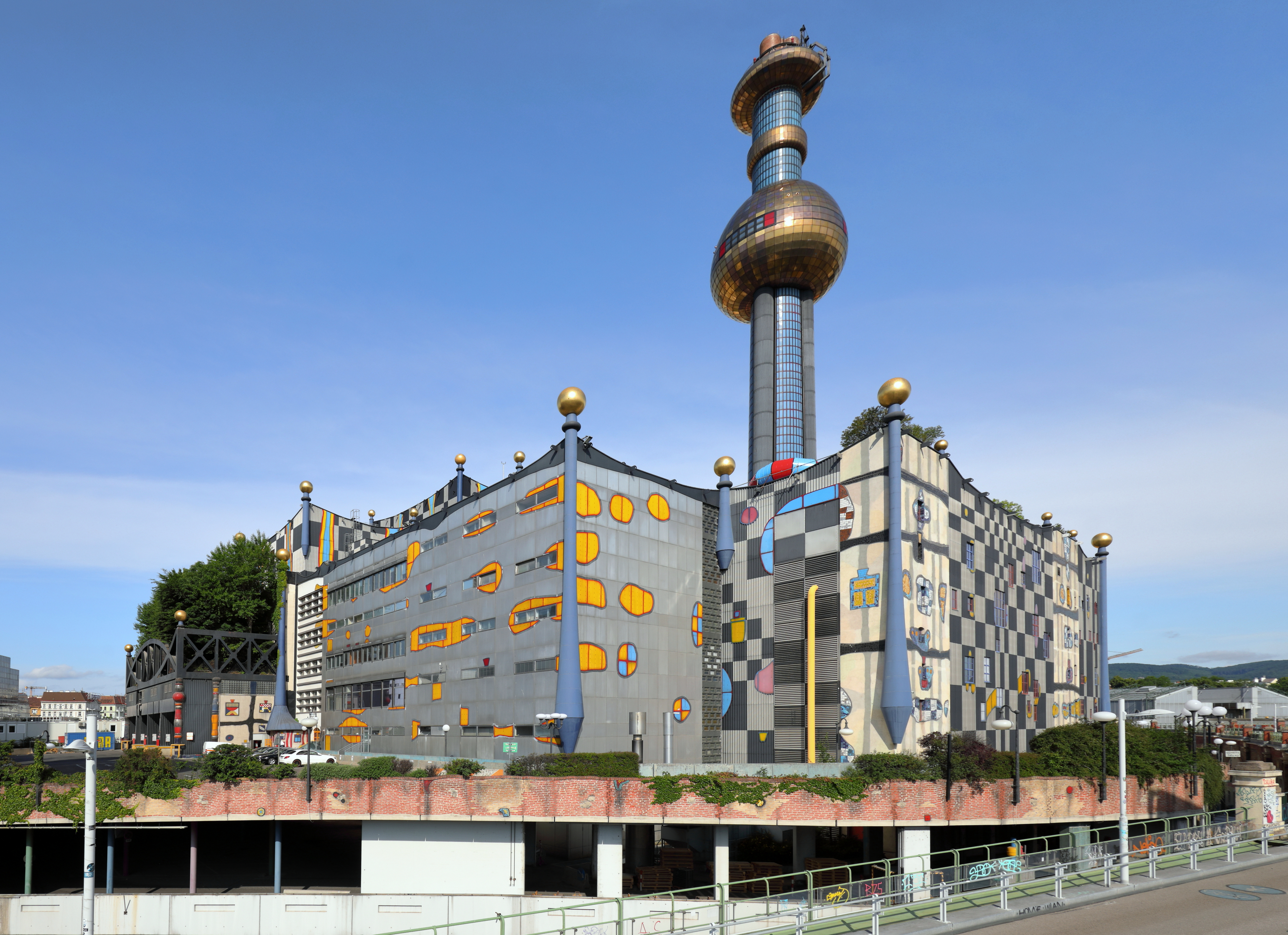
Spalarnia odpadów Spittelau w Wiedniu

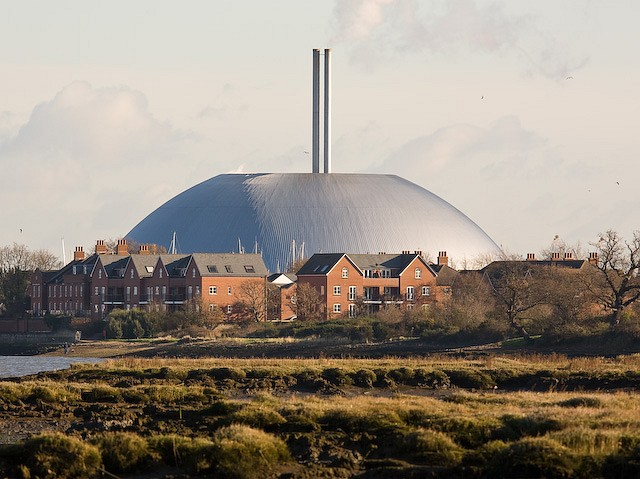
Spalarnia odpadów w Marchwood

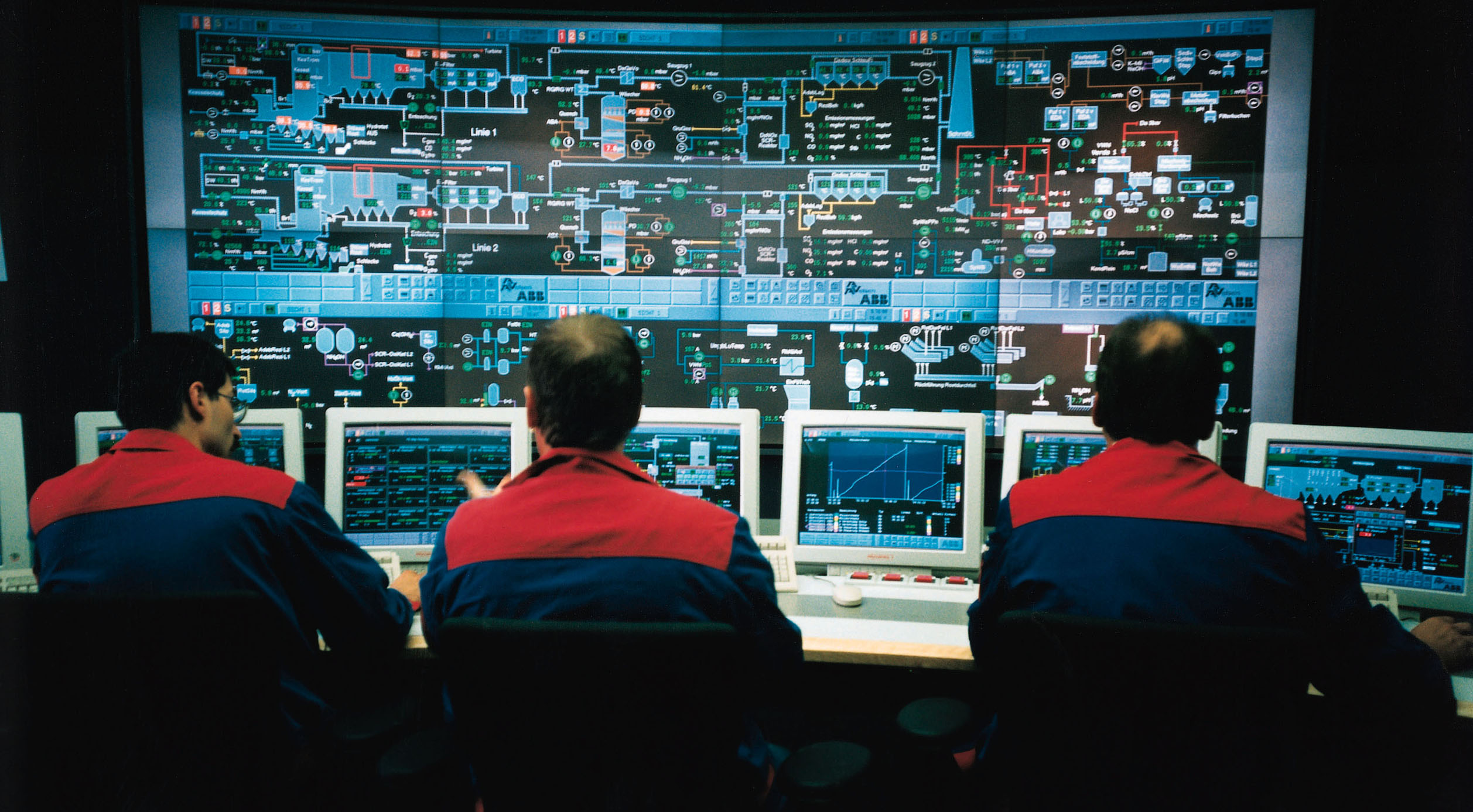
Stanowisko kontrolne w spalarni odpadów

Spalarnia odpadów – zakład przemysłowy zajmujący się termicznym przekształcaniem w procesie spalania odpadów (komunalnych, przemysłowych lub niebezpiecznych, a także osadów ściekowych). Często pełni funkcję elektrowni lub elektrociepłowni produkując energię elektryczną lub cieplną.

## Rozpowszechnienie spalarni odpadów
Pierwsze spalarnie odpadów powstały w drugiej połowie XIX w. w Wielkiej Brytanii. Uznawana za pierwszy taki obiekt spalarnia odpadów komunalnych w Paddington pod Londynem została uruchomiona w 1870 roku i bardzo szybko zamknięta z uwagi na nieefektywność. Jednak jeszcze w latach 70. XIX wieku otwarto kolejne tego typu obiekty w Wielkiej Brytanii (m.in. Nottingham, Leeds, Manchester). W Stanach Zjednoczonych pierwsze spalarnie powstały w 1885 r. W 1894 r. uruchomiono pierwszą spalarnię w Niemczech (Hamburg). Powodem tworzenia spalarni odpadów były względy higieniczne (ogromne ilości odpadów zalegające w ówczesnych miastach, powodujące zagrożenie chorobami – np. w Hamburgu podjęto decyzję o budowie po epidemii cholery), jak i gospodarcze (rosnące zapotrzebowanie na energię). Jeszcze przed pierwszą wojną światową w Wielkiej Brytanii powstało kilkaset takich obiektów, intensywnie rozwijały się także w USA, poza tym powstawały kolejne obiekty w Niemczech, a w pierwszych latach XX w. uruchomiono spalarnie w kolejnych krajach europejskich (Dania, Szwecja, Belgia, Szwajcaria, Czechy, Polska). Szybki wzrost liczby spalarni trwał do lat 20. XX w., a następnie po II wojnie światowej.
W 2009 roku 20% odpadów komunalnych wytworzonych w krajach Unii Europejskiej było przetwarzanych w takich zakładach (w Danii i Szwecji – blisko 50%). W 2013 r. w Europie istniało przeszło 470 tego typu obiektów, w tym we Francji 129, w Niemczech 72, w Szwecji 28, w Danii 23. W 30 szwajcarskich spalarniach termicznie przekształcane było wówczas 70% wytwarzanych w kraju odpadów. W 2019 roku w Polsce funkcjonowało 8 spalarni odpadów komunalnych. Według danych GUS z 2017 r. 24,4% odpadów komunalnych w Polsce było poddawanych termicznemu przekształcaniu.

## Technologie
Najpopularniejszą technologią spalania odpadów jest technologia rusztowa. Stosuje się także jednak inne rozwiązania, np. kotły fluidalne. Niekiedy spalaniu poddawane są odpady poddane wcześniej obróbce w celu uzyskania frakcji o wysokiej kaloryczności (tzw. RDF). Alternatywę stanowią inne procesy wysokotemperaturowe, np. piroliza lub technologia plazmowa (przy odpadach chemicznych).

### Przygotowanie odpadów do spalania

Schemat spalania odpadów komunalnych w kotle rusztowym z odzyskiem energii

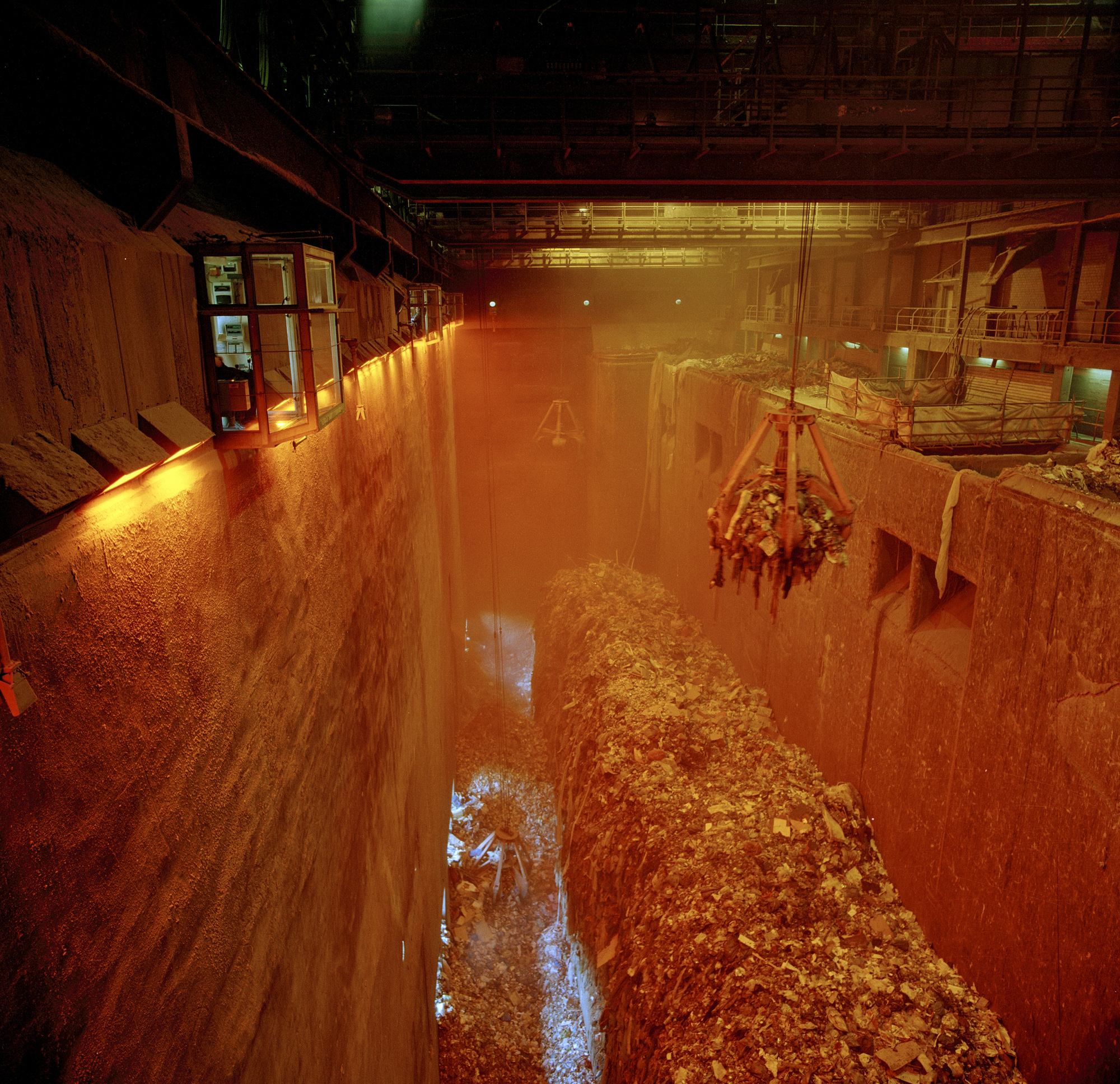
Bunkier w spalarni odpadów

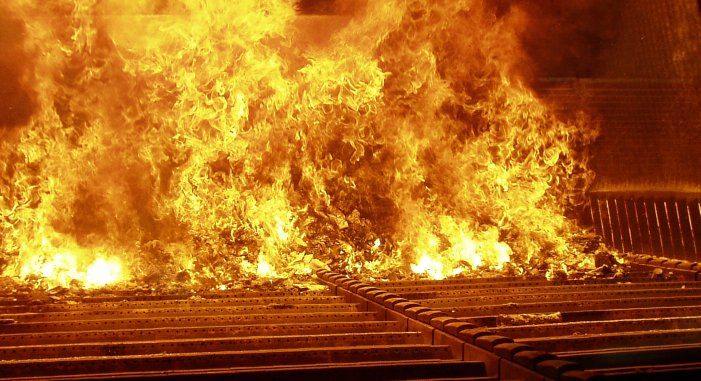
Ruszt w spalarni odpadów

Odpady dostarczane do spalarni są ważone oraz poddawane kontroli. Następnie gromadzone są w bunkrze (zasobniku), do którego zwykle są zsypywane z samochodów dostawczych (śmieciarek) przez zamykane włazy. Operatorzy za pomocą chwytaków na suwnicach gospodarują odpadami w bunkrze rozdrabniając je i mieszając w celu uzyskania jednorodnego paliwa, a także krusząc odpady wielkogabarytowe. Z bunkra zasysane jest powietrze i wykorzystywane do procesu spalania w komorze spalania, co zapobiega rozprzestrzenianiu się odorów wytwarzanych podczas magazynowania odpadów poza bunkier i halę rozładunkową. Pojemność bunkra zwykle pozwala na zmagazynowanie odpadów w ilości wystarczającej na 3–5 dni działania zakładu.

### Rusztowa technologia spalania
Odpady są przenoszone chwytakami z bunkra do podajnika zsypowego, skąd przy pomocy rampy hydraulicznej lub innego urządzenia są wprowadzane na ruszt. Najczęściej stosowane są ruszty o przesuwnych rusztowinach, dzięki czemu odpady przechodzą przez kolejne strefy. Powietrze konieczne do procesu spalania w części podawane jest pod ruszt (tzw. powietrze pierwotne), w części powyżej rusztu (tzw. powietrze wtórne), dzięki czemu górnej części komory spalania następuje dopalanie produktów niepełnego spalania. Większość rusztów jest chłodzonych, zwykle przy użyciu powietrza, rzadziej wody. W komorze spalania są też zlokalizowane palniki pomocnicze, wykorzystywane do rozgrzania kotła do minimalnej temperatury przy jego rozruchu (niekiedy także używane w trakcie procesu spalania w przypadku spadku temperatury poniżej minimalnej).

### Spalanie w złożu fluidalnym
Silny przepływ powietrza jest przepychany pod ruszt z otworami, a następnie przez warstwę rozdrobnionego, niepalnego materiału inertnego, składającego się m.in. z piasku, popiołu, sorbentu i węgla (3–5%). Poruszające się przez złoże powietrze generuje proces fluidyzacji, tworząc dynamiczną zawiesinę. Do tej intensywnie mieszającej się zawiesiny wprowadzane są odpady i paliwo (o ile proces tego wymaga), np. rozpalające, czy też dodatkowe w przypadku niskokalorycznych odpadów. Wstępnie przygotowane (rozdrobnione) odpady mieszają się z piaskiem i zawieszają się w strumieniach powietrza, utrzymując całość w stanie podobnym do pęcherzyków pary we wrzącym płynie. Tak utrzymane złoże pozwala na utrzymanie jednolitej temperatury spalania oraz równomierne spalanie.

### Produkcja energii elektrycznej i cieplnej (odzysk energii ze spalin)
Produkcja energii elektrycznej i energii cieplnej następuje dzięki przekazywaniu ciepła ze spalin do wody skierowanej do kotła w wymiennikach ciepła (wiązkach rur znajdujących się na drodze spalin) i zmiany jej pod wpływem wysokiej temperatury w parę. Para ta w pierwszej kolejności napędza turbinę przekazującą energię mechaniczną do generatora energii elektrycznej. Potem przez upust generatora trafia do wymiennika ciepła i tutaj ogrzewa wodę lub parę stanowiącą nośnik energii w sieci ciepłowniczej. Energia cieplna może także zostać uzyskana także poprzez zastosowanie systemów kondensacji spalin (skraplania pary zawartej w spalinach) oraz pompy ciepła.

### Zagospodarowanie odpadów wtórnych
W wyniku procesu spalania odpadów komunalnych powstają odpady wtórne: żużel oraz popioły lotne, pyły z odpylania, placków filtracyjnych i innych. Żużel stanowi ok. 25% wagi spalonych odpadów, a popiół ok. 7,5%. Żużel powstający w spalarni po odpowiedniej obróbce ma charakter materiału obojętnego dla środowiska i może zostać wykorzystany gospodarczo, np. jako kruszywo budowlane przy budowie dróg. W przypadku popiołów podstawowym sposobem ich zagospodarowania jest składowanie (jako odpad niebezpieczny – np. w wyrobiskach kopalnianych). Istnieją jednak możliwości ich przetworzenia w celu zmiany ich charakterystyki i umożliwienia wykorzystania gospodarczego.

### Technologie oczyszczania spalin

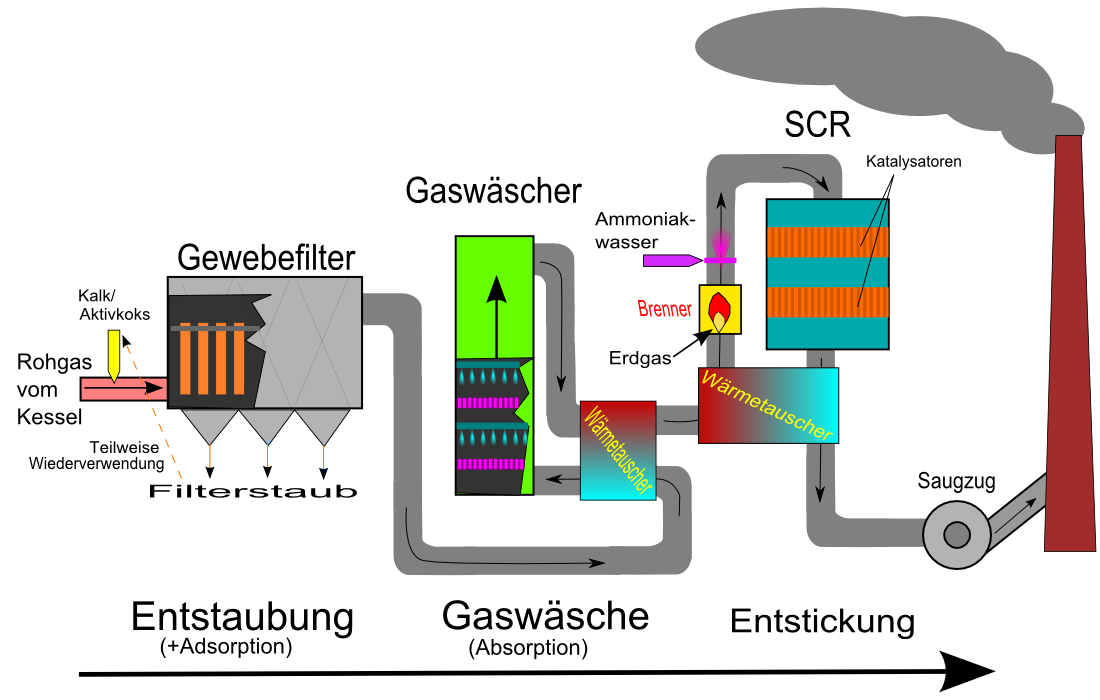
Schemat przykładowego systemu oczyszczania spalin

Istnieją różne rodzaje systemów oczyszczania spalin. Liczne elementy mogą być łączone w różnych kombinacjach. Na różnych etapach procesu są usuwane następujące zanieczyszczenia:
- pyły, które są głównym nośnikiem metali ciężkich i toksycznych związków organicznych – za pomocą elektrofiltrów (wykorzystujących pole elektrostatyczne), filtrów tkaninowych lub cyklonów (wykorzystujących siłę odśrodkową);
- kwaśne zanieczyszczenia gazowe (chlorowodór, fluorowodór, dwutlenek siarki) – za pomocą sorbentów w postaci np. wodorotlenku sodu lub wapna gaszonego, z którymi łączą się zanieczyszczenia:
  - w metodzie suchej zanieczyszczenia w spalinach łączą się z sorbentem stałym podawanym w postaci mączki z wykorzystaniem zjawiska adsorpcji i są usuwane wraz z pyłami;
  - w metodzie półsuchej spaliny są zraszane wodą z sorbentem (podawaną w postaci sprayu), następnie woda zostaje odparowana, a pozostałości w postaci stałej są usuwane wraz z pyłami,
  - w metodzie mokrej stosowane są płuczki, a stałą pozostałością procesu może być np. gips;
- tlenki azotu – w większości wypadków za pomocą systemów selektywnej redukcji niekatalitycznej lub wymagającej niższych temperatur selektywnej redukcji katalitycznej, w których dzięki zastosowaniu amoniaku (w przypadku redukcji katalitycznej lub niekatalitycznej) lub mocznika (w przypadku redukcji katalitycznej), dochodzi do redukcji tlenków azotu do wolnego azotu; mogą również być stosowane dodatkowe metody zmniejszające ilość azotu już w komorze spalania takie jak wstrzykiwanie tlenu lub recyrkulacja gazów spalinowych (wprowadzenie ich do komory spalania wraz z powietrzem wtórnym);
- rtęć – m.in. poprzez przekształcenie w jony rtęci dzięki dodaniu utleniaczy, a następnie osadzenie w płuczce (w przypadku spalania odpadów niebezpiecznych konieczne jest odpowiednie nachlorowanie odpadów i wieloetapowe płuczki);
- toksyczne związki organiczne – w procesie adsorpcji poprzez dodawanie do spalin węgla aktywnego lub stosowanie adsorberów wypełnionych węglem aktywnym lub koksem aktywnym; do usuwania tych związków stosowane są także odpowiednio przystosowany system selektywnej redukcji katalitycznej lub katalityczne filtry workowe[11].

## Kontrowersje
Technologia spalania odpadów, choć szeroko stosowana, wzbudza kontrowersje. Krytyka tego rozwiązania koncentruje się na wskazywaniu negatywnego wpływu stosowania spalania odpadów na stosowanie innych, bardziej efektywnych i tańszych metod utylizacji odpadów – spalanie jest prostsze i szybsze od recyklingu czy kompostowania. Podnoszony jest też negatywny wpływ spalarni na środowisko z uwagi na emitowane zanieczyszczenia powietrza.
Duńczycy w ciągu dekady planują ograniczyć o 30% ilość spalarni śmieci, zamykając 7 z 23 działających instalacji. Za powód podaje się to, że instalacje spalają więcej odpadów niż Dania sama produkuje i odpady muszą być importowane z Niemiec i Wielkiej Brytanii w ilości ok. 1 mln ton rocznie.